# Bangalore Challenger 2003
Il Bangalore Challenger 2003 è stato un torneo di tennis facente parte della categoria ATP Challenger Series nell'ambito dell'ATP Challenger Series 2003. Il torneo si è giocato a Bangalore in India dal 21 al 27 aprile 2003 su campi in cemento.

## Vincitori

### Singolare
Grégory Carraz ha battuto in finale  Gilles Elseneer con il punteggio di 6–4, 7–6(4)

### Doppio
Rodolphe Cadart /  Grégory Carraz hanno battuto in finale  Yves Allegro /  Jean-François Bachelot con il punteggio di 6–4, 6–4